# مدفع 2 أر 2 إم
مدفع الهاون 2R2M (مدافع الهاون المرتدة)، هو مدفع هاون ثقيل عيار 120 ملم من إنتاج شركة تاليس الفرنسية يتم تركيبه على مركبة. وهو يعتمد على مدافع الهاون المسحوبة MO-120-RT. حاليًا، يستخدم 2R2M من قبل القوات المسلحة من خمس دول مختلفة.
أجرت قوات مشاة البحرية الأمريكية اختبار ميداني لنظام هاون مشتق من 2R2M في أوائل عام 2000 تحت اسم المشروع Dragon Fire وDragon Fire II. وكان أكثر من مجرد تعديل لنظام 2R2M لهيكل لاف-25 التابع لقوات مشاة بحرية الولايات المتحدة، يهدف هذا المشروع إلى توفير خيار إضافي لرفع مجموعة الأسلحة بأكملها، بما في ذلك آلية التحميل شبه الآلية ونظام التحكم في الحرائق المحوسب خارج المركبة الحاملة ووضعها على عربة ليتم جرها بواسطة مركبة جرارة مثل هامفي. ومع ذلك، أوقفت مشاة البحرية الأمريكية في نهاية المطاف مشروع Dragon Fire II واختارت بدلاً من ذلك قذائف الهاون الأساسية MO-120-RT، والمشار إليها باسم قذائف الهاون M327، والتي تم سحبها باستخدام مركبة M1161 Growler لنظام دعم الحرائق الاستكشافي (EFSS).